# NoHAB
NoHAB (acronimo di Nydqvist och Holm AB) è stata una società di produzione di rotabili ferroviari della Svezia con sede nella città di Trollhättan.

## Storia

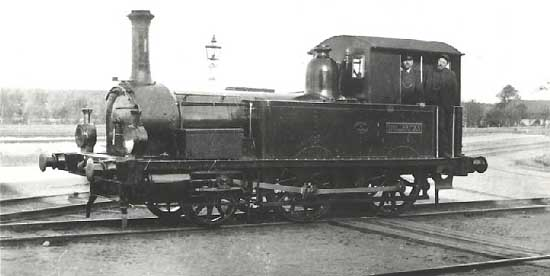
La prima locomotiva a vapore NoHAB

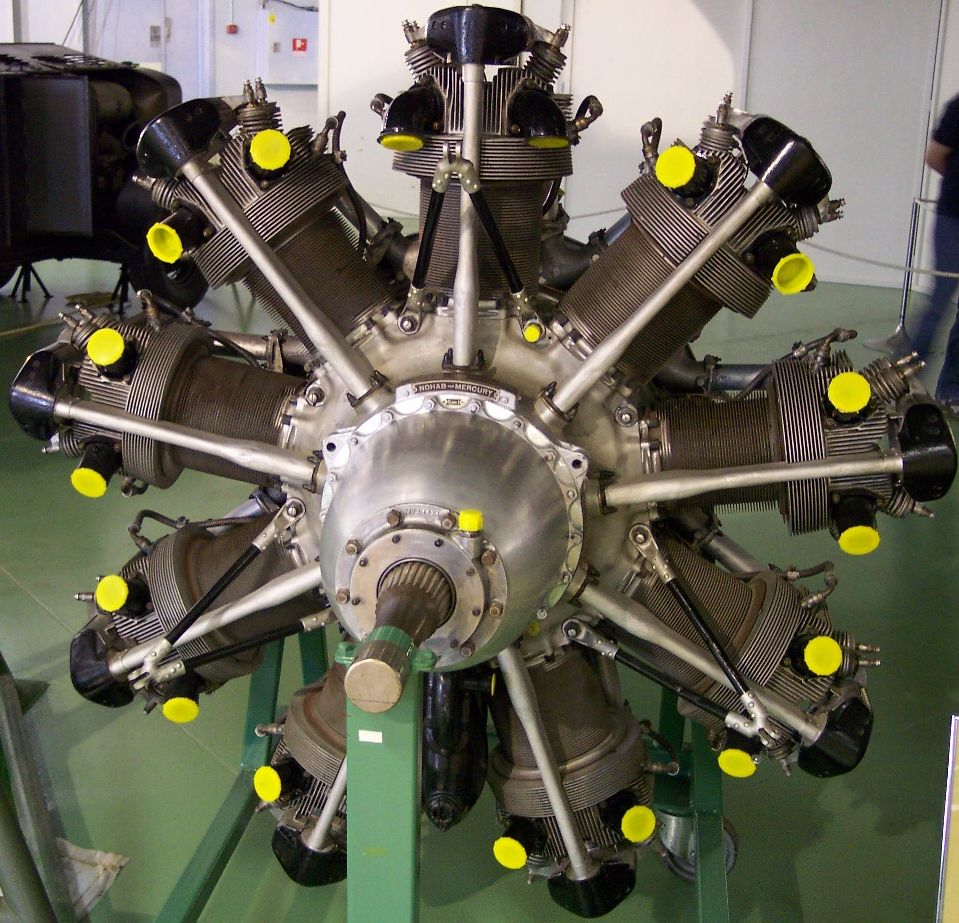
Motore stellare per aviazione NoHAB

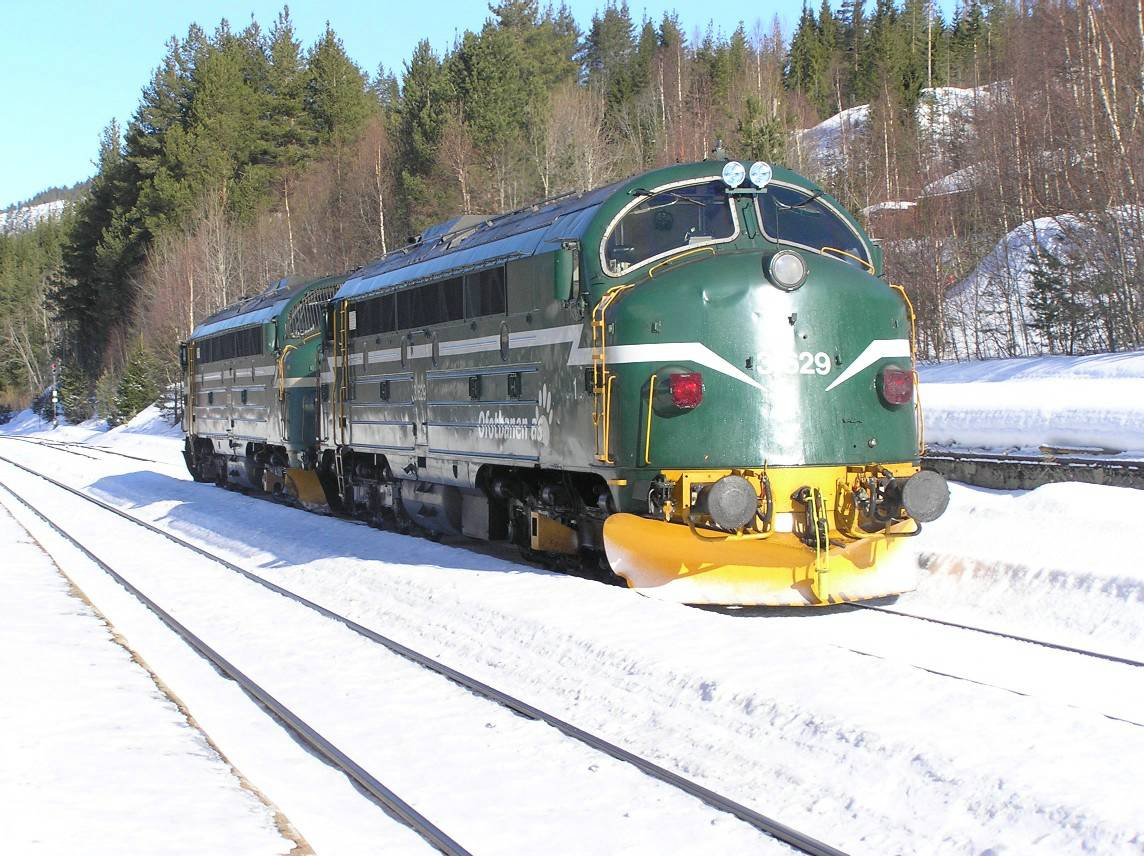
Una coppia di locomotive NoHAB gruppo Di.3 delle ferrovie norvegesi

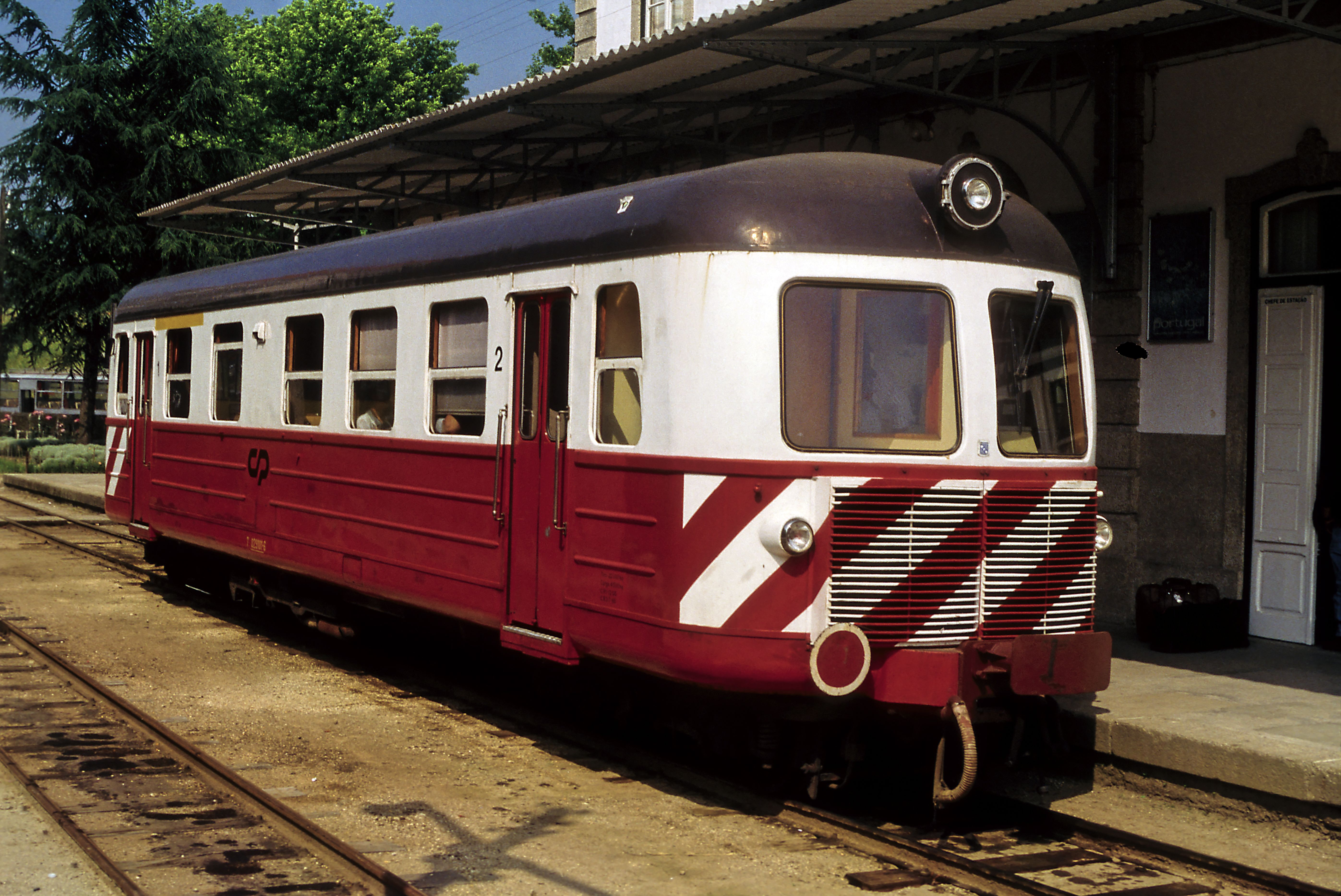
Automotrice CP 9100 della piccola serie a scartamento ridotto delle ferrovie portoghesi

L'azienda venne fondata da Antenore Nydqvist, Johan Magnus Lidström e Carl Olof Holm nel 1847 con il nome di "Trollhättans Mekaniska Verkstad" per la produzione di turbine per centrali idroelettriche. La produzione di locomotive a vapore venne avviata nel 1865 e, nel 1912, dalla fabbrica usciva già la locomotiva nº 1.000.
Nel 1916 la società venne ricostituita come società per azioni assumendo il nome di Nydqvist och Holm AB (NoHAB).
Nel 1920 la NoHAB ricevette un ordine per la costruzione di 1000 locomotive a vapore dalla Russia sovietica e tra il 1921 e il 1924 ne consegnò circa la metà in quanto l'ordine venne ridotto. Vennero costruite locomotive a vapore anche per l'esportazione, fino in Brasile. Nel momento di massima produzione venivano impiegate oltre 2500 persone. La Grande depressione fece sentire gli effetti anche nella società entrata in difficoltà finanziarie. Nel 1926 iniziava la produzione di motori Diesel. Nel 1927 l'azienda impiegava solo 395 operai.
Nel 1930 ebbe inizio la produzione della divisione motori aeronautici "Jupiter Bristol" e "Mercury Bristol" su licenza della britannica Bristol Aeroplane Company. 
In seguito la fusione della divisione motori per aerei di NoHAB e la AB Svenska Järnvägsverkstädernas Aeroplanavdelning, di Linköping, ha costituito la SAAB.
Nel 1948 venne avviata la produzione di automotrici diesel per le Ferrovie portoghesi (CP) sia a scartamento largo che a scartamento metrico.
Nel 1950 ebbe inizio la produzione di locomotive diesel su licenza della Electro-Motive Division (EMD) della General Motors.
Le locomotive vennero fornite alle Ferrovie dello Stato danesi e alle Ferrovie dello Stato Norvegesi.
Nei primi anni sessanta una ventina di locomotori diesel NoHAB vennero costruiti per le ferrovie di Stato dell'Ungheria (MAV) dove vennero immatricolate come M 61.
Oltre a locomotive e aerei, NoHAB era un importante produttore di macchine agricole, macchine da stampa, turbine per centrali elettriche e di motori marini.
L'azienda giunse al fallimento nel 1979 e le sue divisioni confluirono in varie ulteriori società.
All'inizio degli anni settanta in seguito alle difficoltà economiche vennero conclusi accordi con la Bofors e successivamente, nel 1978, con il gruppo finlandese Wärtsilä in base al quale Wärtsilä acquisiva il 51% del capitale di "AB Bofors Nohab". Nel 1979 si costituiva la nuova società per azioni "Nohab Diesel" il cui azionista di maggioranza era Wärtsilä.
Nel 1981 avvenne la seconda grande ristrutturazione di NoHAB; la produzione di presse da stampa venne ceduta ad una nuova società "NoHAB stampa". La produzione di turbine venne acquisita nell'ottobre 1981 dal gruppo norvegese Kvaerner. Lo stesso anno la produzione di locomotive andò ad una nuova società, la Kalmar NoHAB AB, e venne spostata a Kalmar.
Nel 1985 Wärtsilä acquisì tutte le azioni della Bofors NoHAB e della NoHAB Diesel e venne ribattezzata "Wärtsilä Diesel AB". 
Gli ultimi residui di produzione di turbine a Trollhättan, nel 1991, sono stati spostati nello stabilimento di Kvaerner in Kristinehamn. Infine, nel 1999 anche la produzione di motori Diesel Wärtsilä è stata trasferita a Zwolle nei Paesi Bassi.